# Юрий Дрогобыч
Юрий Дрогобыч, также Магистр Георгий Дрогобыч из Руси, также — Юрий Михайлович Донат, он же — Юрий Михайлович Котермак (лат. Georgius Drohobicz de Russia, современный укр. Юрій Дрогобич, пол. Jerzy Kotermak Drusianus, итал. Giorgio da Leopoli); ок. 1450, Дрогобыч, Русское воеводство, Королевство Польское — 4 февраля 1494, Краков, Королевство Польское) — галицкий астролог, врач, философ, библиофил и гуманист эпохи Возрождения; происходил из Червонной Руси, входившей в ту пору в Королевство Польское. Предположительно, Котермак поддерживал связи с нюрнбергским кружком гуманистов и, возможно, был одним из преподавателей Николая Коперника в Кракове. С 1481 по 1482 год — ректор Болонского университета. C 1488 года — профессор Краковского университета.
Юрий Дрогобыч считается первым среди восточнославянских мыслителей автором печатного произведения, изданного на латыни, а также первым известным доктором медицины, получившим учёную степень в европейском университете и происходившим из Руси.

## Биография
- Родился в Дрогобыче в семье галицкого солевара Михаила Доната. О вероисповедании и происхождении семьи Юрия Дрогобыча ничего не известно. Начальное образование Юрий получил в приходской школе при церкви святого Юрия Евтимия. Предположительно, там он получил первые знания о расчёте пасхалий и основные знания латыни.
- Известно, что после смерти отца Юрий вёл торговые дела некоего пана Айнольфа во Львове.
- В конце 1468 или в начале 1469 поступил в Ягеллонский университет (Краков), где получил научные степени бакалавра (1470) и магистра (1473).
- В Болонском университете, где стал доктором философии, читал лекции по астрономии и одновременно учился свободным искусствам (ок. 1478) и медицины (ок. 1482).
- В 1478—1479 и 1480—1482 годах читал в Болонье лекции по астрономии, а с 1481 по 1482 был ректором университета.
- В 1482 году работал над предсказанием на грядущий год по приказу Папы Римского Сикста IV.
- 7 февраля 1483 в Риме издал книгу Прогностическая оценка текущего 1483 года (Iudicium pronosticon Anni M.cccc.lxxxiii), которая является первой известной печатной книгой восточнославянского автора. Подписал он эту работу как Юрий Дрогобыч из Руси. В этой книге кроме ненаучных астрологических прогнозов были помещены сведения по географии, астрономии, метеорологии, а также предпринята попытка определить, в пределах каких географических долгот расположены города Вильнюс, Дрогобыч, Львов, Москва и др. Юрий Дрогобыч отмечал здесь, что населению христианских стран угрожают большие опасности… в связи с угнетением князьями и господами. Выразил уверенность в способности человеческого ума познать закономерности мира. Папа Сикст IV узаконил Инквизицию и Совет, которые начали уничтожение евреев, еретиков и других неугодных Инквизиции людей. В этом же году Папой Сикстом IV была введена строгая цензура всех книг. Тогда же Юрий Дрогобыч понял свою ошибку: он слишком открыто писал свои предсказания, следовало их зашифровать. После этого потрясения Котермак решил навсегда перестать делать предсказания для людей.
- В 1486 или в 1487 году вернулся в Галицию, а с 1488 года читал лекции в Краковском университете, как раз в то время, когда там учился Николай Коперник. Проживая в Кракове, получил титул королевского лекаря.
- Живя в Кракове, сотрудничал с книгоиздателем Швайпольтом Фиолем, способствовал изданию нескольких книг, в том числе «Часослова», который был первой книгой, напечатанной на западнорусском языке. Вероятно, Юрий Дрогобыч вместе с Павлом Русином был редактором книг Фиоля.

## Труды
В библиотеках Парижа сохранились копии двух астрологических трактатов Дрогобыча: оценки затмения 29 июля 1478 года и «Юдициум прогностикон», а в Баварской государственной библиотеке в Мюнхене — его прогноз на март—декабрь 1478 года, переписанный немецким гуманистом Х. Шеделем. Эти работы свидетельствовали об основательном знакомстве Дрогобыча с античной и средневековой литературой.